# ششگلان

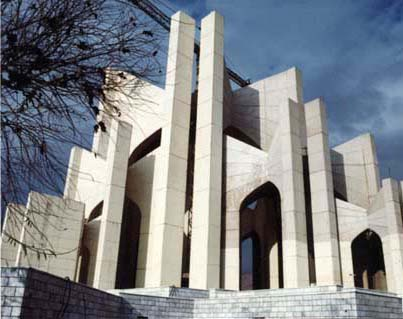
مقبرةالشعرا؛ آرامگاه سید محمدحسین شهریار واقع در محله ششگلان.

طاق نصرت؛ دسته‌های جشن محله‌های ششگلان و شتربان در سالگرد پیروزی مشروطه؛ ۱۳۲۵ هجری قمری.

شِشْگِلانْ یکی از کوی‌های تاریخی شهر تبریز است. این کوی از سوی شمال به کوی سرخاب، از سوی جنوب به کوی خیابان و رودخانهٔ مهران‌رود، از سوی خاور به کوی‌های پل‌سنگی و سیلاب و از سوی باختر به کوی‌های سرخاب و حرم‌خانه می‌رسد و حدود آن از پل قاری تا خیابان عباسی است. کوی ششگلان دارای شش مسجد است که «مسجد امین الوزرا» از مهمترین آنهاست. نام این کوی در روضات‌الجنان و برخی از منابع قدیمی «شش‌گیلان» نوشته شده است. ششگلان خانه‌های تاریخی بسیاری را در خود جای داده و پیش از این نیز مراکزی مانند تکیهٔ درویش لاغری، دارالمعلمین و دولتخانهٔ کهنه در این کوی بودند. کوی ششگلان در زمان ایلخانان که تبریز پایتخت بود مرکز نشست فرماندار آذربایجان محسوب می‌شد. خانهٔ امیرنظام (موزهٔ قاجار) که در زمان ولیعهدی عباس میرزا بنا شده نیز در این کوی است.
نادر میرزا دربارهٔ ششگلان می‌نویسد:
کویی است کوچک، بیشتر مردم آنجا اعیان و بزرگان باشند و از برزن‌های باغمیشه است. ششگلان را به دفتر «درب ری» نویسند.
اعتمادالسلطنه نیز در این باره می‌نویسد:
از عمارات غیر سلطانی در تبریز یکی عمارت عزیزخان سردار کل است که در محلهٔ ششگلان واقع و در زیبایی از روی حقیقت اولین عمارت این شهر است.
بیشتر اهالی این کوی به همراه کوی‌های باغمیشه، قراملک، سرخاب و دوه‌چی هنگام جنبش مشروطه ایران مخالف مشروطه بوده و با اهالی کوی‌های خیابان و امیرخیز که هوادار مشروطیت بودند مخالفت کرده و با آنها درگیر جنگ داخلی شدند.